# Pratyakṣa
Pratyakṣa (en sanskrit IAST ; devanāgarī : प्रत्यक्ष) signifie « devant les yeux » ou « perceptible ». Ce vocable fait aussi partie de la terminologie liée à la philosophie indienne et a alors le sens de « perception » ou « expérience directe ».

## Dans le Sāṃkhya Yoga
Dans les Yoga Sūtra de Patañjali, pratyakṣa est la perception directe d'objets par le biais des organes des sens ou de connaissance (Jñānendriya). Pratyakṣa est l'un des trois moyens de connaissance valide ou correcte (pramāṇa). Les deux autres sont anumāna (L'inférence) et āgama (Les textes sacrés).